# Солоница (приток Тысменицы)
Солоница (укр. Солониця) — река в Дрогобычском районе Львовской области Украины. Правый приток реки Тысменица (бассейн Днестра).
Длина реки 20 км, площадь бассейна 98 км². В верховье долина V-образная, ниже трапециевидная. Русло слабоизвилистое, более извилистое в нижнем течении.
Солоница берет начало на северо-восточных склонах Оривской Скибы в Восточных Бескидах, юго-западнее города Трускавца. Течёт сначала на северо-восток, перед селом Болеховцы поворачивает на запад, а в приустьевой части течёт на север. Впадает в Тысменицу на северной окраине села Раневичи, недалеко от Дрогобыча.
Основной приток — река Ворона (правый).
Река протекает через города Трускавец и Стебник и сёла Болеховцы, Новое Село и Раневичи.